# Теа Бан
Теа Бан (кхмер. ទៀ បាញ់ [tiə ɓaɲ]; нар. 5 листопада 1945, Провінція Кахконг, Камбоджа) — камбоджійський політик, нинішній заступник прем'єр-міністра та міністр національної оборони Камбоджі. Він є колишнім генералом і членом Камбоджійської народної партії та був обраний представником від провінції Сіємреап у Національної асамблеї Камбоджі на виборах 2003 року.